# Mason Motor Company
Die Mason Motor Company und ihre Vorläufer Mason Motor Car Company, Mason Automobile Company und Maytag-Mason Motor Company waren US-amerikanische Automobil- und Nutzfahrzeughersteller. Historische Bedeutung kommt den Unternehmen zu, weil erstmals von den Brüdern Fred S. Duesenberg und August S. Duesenberg entwickelte Motoren verwendeten wurden. Diese waren auch im Rennsport erfolgreich und sind Vorläufer der Duesenberg-Motoren, die den US-amerikanischen Rennsport der 1910er Jahre dominierten. Markennamen waren Mason, Maytag und Mason-Mohler. Sie wurden für kurze Zeit als Galloway im Auftrag für die William Galloway Company produziert. Fred Duesenberg war zeitweilig Werkleiter, Konstrukteur, Teilhaber und Vorstandsmitglied im Unternehmen.

## Fred und August Duesenberg

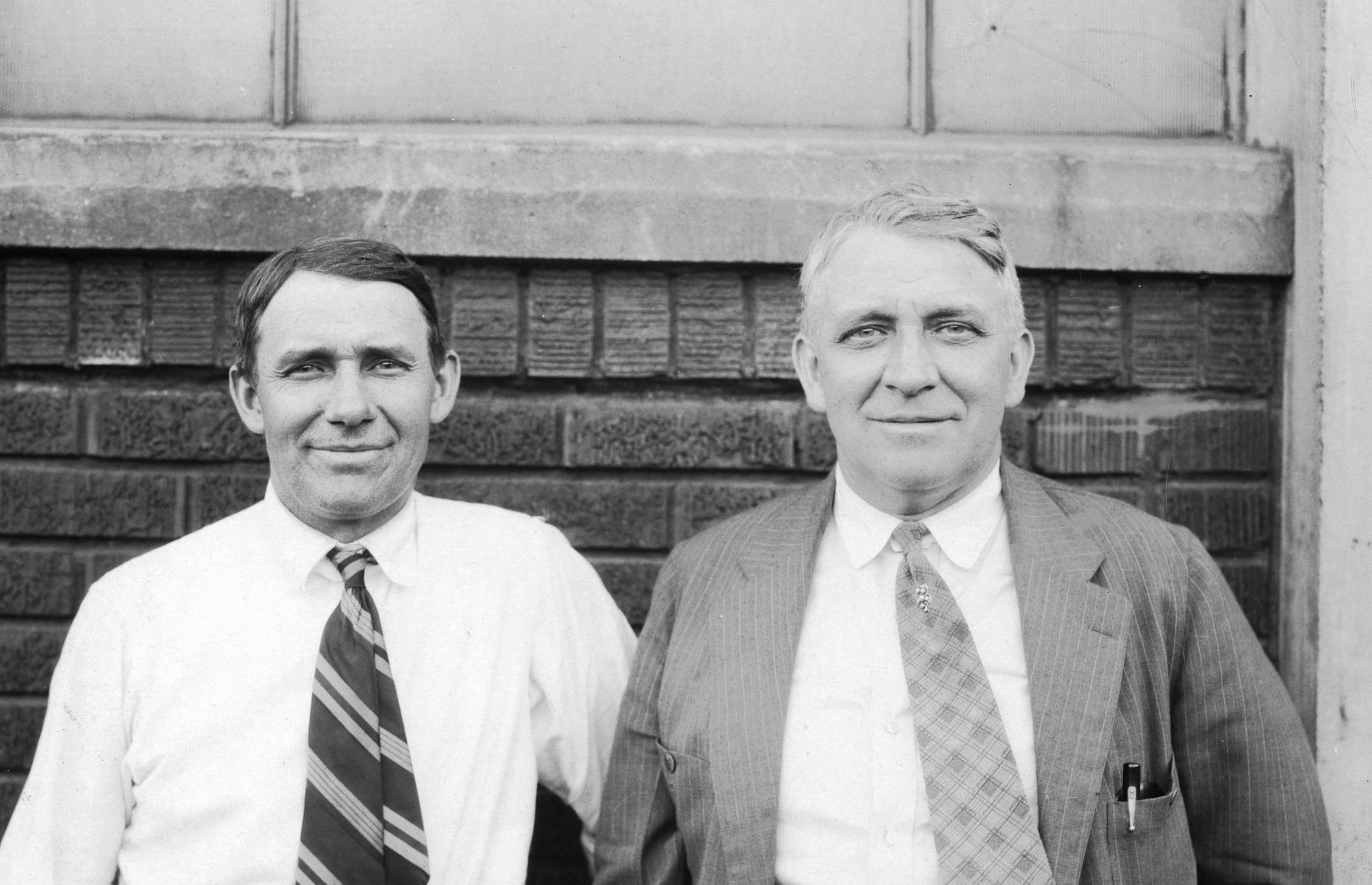
August und Fred Duesenberg im Jahr 1925.

Die deutschstämmigen Brüder Fred S. (1876–1932) und August S. Duesenberg (1879–1955) waren die jüngsten von sieben Kindern von Conrad und Louise Düsenberg aus Matorf-Kirchheide (Lemgo, Lippe). Nach dem frühen Tod des Vaters wanderte die Familie aus und bewirtschaftete eine Farm in Rockford (Iowa). Bereits um 1902 experimentierten die Brüder mit einem Verbrennungsmotor. Fred war Fahrradmechaniker, -händler und ein erfolgreicher Radrennfahrer in Des Moines (Iowa) und ein Autodidakt. Er hatte im Februar 1905 die Iowa Automobile & Supply Co. mitbegründet. Das Unternehmen war eine Auto-Reparaturwerkstätte – die zweite im Ort – und eine Automobil-Vertretung für verschiedene Marken, darunter Ford, Rambler, Acme und Marion. Mit seinem jüngsten Bruder arbeitete er zeitlebens zusammen. Eher nebenbei tüftelten sie an einem eigenen Motor, den sie für ein geplantes Automobil verwenden wollten. Es scheint aber wenig Illusionen darüber gegeben zu haben, dass sie aus eigener Kraft eine Automobilfabrikation organisieren konnten; dafür warfen Freds kleine Werkstätte mit Autohandel und die Fahrrad-Reparaturwerkstatt mit einer kleinen Motorenproduktion von August in Garner (Iowa) nicht genug Gewinn ab. Entscheidende Patente wurden gemeinsam eingereicht; ein späteres ist von Fred allein unterzeichnet. Die mit ihrem Namen untrennbar verbundene Walking Beam-Ventilsteuerung mit langen Kipphebeln haben die Brüder nicht erfunden, ihre Konstruktion weist aber originäre Lösungen auf. Gemeinsam konstruierten sie mit dem Duesenberg Model A einen der ersten Serienwagen mit Achtzylinder-Reihenmotor – den ersten in den Vereinigten Staaten wie auch der erste mit Vierradbremsen; letzteres gemeinsam mit dem kleinen Hersteller Kenworthy Motors in Mishawaka (Indiana). Für den Nachfolger Duesenberg Model J war Fred Duesenberg allein verantwortlich.

## DerMarvel

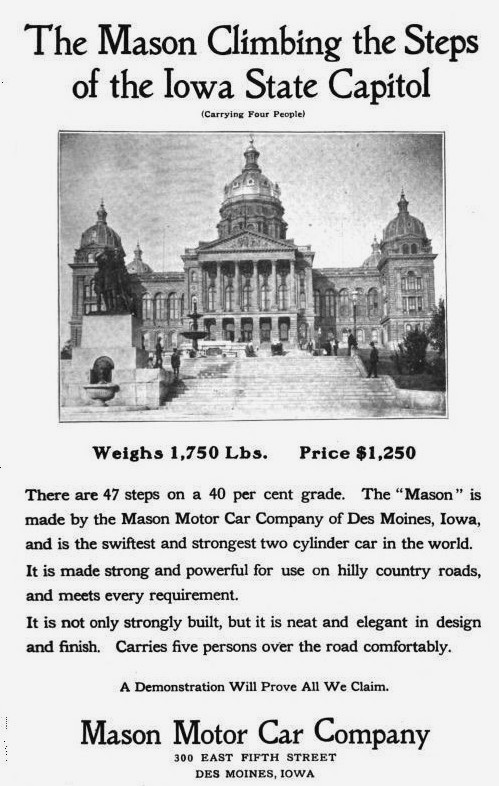
Mit dem Prototyp Marvel erklomm Fred Duesenberg 1906 werbewirksam die Stufen des Iowa State Capitol.

Auch einen Namen hatte das erste Automobilprojekt der Duesenbergs bereits: Es sollte als Marvel auf den Markt kommen. Den Duesenbergs kam ein Zufall zu Hilfe. Die Söhne des Rechtsanwalts Edward R. Mason ließen im Sommer 1905 bei der Iowa Automobile & Supply Company einen Motor reparieren. So machte Fred Duesenberg auch die Bekanntschaft mit dem Vater, zu dem ein freundschaftliches Verhältnis entstand. Während einer Konversation über moderne Automobile konnte ihm Fred seine Vorstellungen schlüssig darlegen, worauf Mason bereit war, den Prototyp zu finanzieren.
Gleichzeitig erwarb sich Fred mit einem Fernkurs Grundlagenkenntnisse in technischem Zeichnen. Seine abgesehen vom Motor eher konventionelle Konstruktion folgte zeittypischen Prinzipien mit dessen Anordnung unter dem Fahrersitz und je einer Antriebskette zu jedem Hinterrad. Vor dem Stauraum im Bug war der Wasserkühler angebracht.
Kernstück des Fahrzeugs war der innovative Zweizylindermotor mit OHV-Ventilsteuerung und Wasserkühlung mit Pumpe. Bei einem Hubraum von 3277 cm³ (200 in³) leistete der Motor auf Anhieb 24 bis 28 PS nach damaliger Berechnungsmethode. Seine erste Probefahrt absolvierte das Auto am Nachmittag des 19. Februar 1906, nur fünf Monate nach der Entscheidung zum Bau des Prototyps. Zu diesem Zeitpunkt hieß er nicht mehr Marvel, sondern Mason, nach dem Investor. Auch dieser Markenname führt allerdings hin und wieder zu Verwechslungen, weil er von mehreren US-Herstellern verwendet oder zumindest angekündigt wurde. Die kurze Entwicklungszeit lässt vermuten, dass Teile des Fahrzeugs bereits zuvor konzipiert worden waren. Der Marvel diente auch zur Akquisition möglicher Investoren.

## Unternehmensgeschichte

### Mason Motor Car Company
Edward Mason organisierte das Gründungskapital von US$ 25.000,- das er zum größten Teil selber beitrug. Teilhaber war D.J. Pattee aus Perry (Iowa). Im April 1906 wurde die Mason Motor Car Company in Des Moines formell eingerichtet mit Mason als Präsident und Fred Duesenberg als Chefingenieur und Mitglied der Geschäftsleitung an. Er stellte dem Unternehmen eine Lizenz auf sein Motorenpatent zur Verfügung, behielt aber das Patent. Nach einer Quelle war August Duesenberg von Anfang an als Formenbauer angestellt, was aber nicht zu seinen eigenen, bis 1908 belegten Unternehmen in Garner (Iowa) passt. Er betrieb dort ein Fahrradgeschäft und einen kleinen Motorenbau; letzterem war eine Motorradproduktion angeschlossen.
Mitte Mai waren die neuen Betriebsanlagen an der East Fifth und Vine street fertiggestellt. Der für den 15. Juni vorgesehene Produktionsbeginn verzögerte sich allerdings noch bis zum 16. August. Das zunächst einzige Modell im Angebot war der Mason 24 HP. Er war die brillante Konstruktion von Fred Duesenberg und die Serienversion des Fahrzeugs, das als Marvel begonnen worden war. Der Radstand des Mason betrug bis 1908 90 Zoll (2286 mm). Von Anfang an war das Auto in den ganzen USA erhältlich, die überregionale Nachfrage nach Automobile kleiner Hersteller war aber typischerweise eher gering.
Dank dem Duesenberg-Motor konnte Mason mit einiger Berechtigung mit dem „schnellsten und stärksten Zweizylinder in Amerika“ (The Fastest and Strongest Two Cylinder Car in America) werben, obwohl erst ab 1907 Rundstreckenrennen bestritten wurden. Hingegen zeigte der Mason bereits in diesem Jahr beachtliche Qualitäten an Hill climbs. Die guten Fahreigenschaften des Fahrzeugs demonstrierte Fred Duesenberg schon vor Beginn der Serienfertigung mit publikumswirksam inszenierten Werbeaktionen. So befuhr er die Treppe des State Capitol in Des Moines mit einem mit vier Personen besetzten 24 HP sowohl im Vorwärts- wie im Rückwärtsgang. Im August 1907 legte ein Mason die Strecke von Kansas City (Missouri) nach Denver (Colorado) in der Rekordzeit von 28 Stunden und 10 Minuten zurück. All das half wenig, die Geschäfte gingen nicht gut, und 1906 wurden nur 25 Fahrzeuge verkauft.

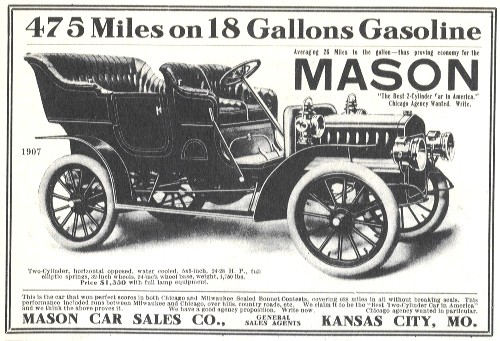
Anzeige der neuen Niederlassung für den Mason 24 HP Touring (1907).

1907 wurde das Aktienkapital auf US$ 50.000,- erhöht. Investiert wurde in den Ausbau des Händlernetzes und eine Niederlassung in Kansas. Der Mason verkaufte sich trotz dieser Anstrengungen auch weiterhin nicht ausreichend. Statt der – optimistisch geplanten – 40 Fahrzeuge pro Monat konnten im ganzen Geschäftsjahr 1907 nur 50 Exemplare abgesetzt werden.
Das Modelljahr 1908 begann im September 1907. Ein neues Zweizylindermodell wurde bereits Mitte 1907 angekündigt, erschien aber erst im August 1908. 1908 wurde wiederum das Aktienkapital erhöht. Es betrug jetzt US$ 100.000,-. Der in vielerlei Hinsicht verbesserte Nachfolger wurde gut aufgenommen. Das Unternehmen beschäftige zu dieser Zeit 95 Angestellte. Praktisch alle Bestandteile des Fahrzeugs und des Motors wurden selber hergestellt. Die Karosserien wurden von einer lokalen Möbelfabrik, der Des Moines Cabinet Company, nach Mason-Plänen gefertigt. Nur langsam verbesserten sich die Verkaufszahlen. Die erneute faktische Verdoppelung der Jahresproduktion auf 100 Fahrzeuge reichte nicht aus, um Mason aus den finanziellen Schwierigkeiten zu helfen. Geplant gewesen war ein Ausstoß zwischen 300 und 1000 Fahrzeugen.
Dass unter diesen Umständen ein noch 1907 angekündigter Fabrikanbau tatsächlich ausgeführt wurde, ist eher unwahrscheinlich. Hingegen kündigte das Unternehmen ein Vierzylindermodell an, an dem Fred Duesenberg bereits arbeitete. Dieses größere Modell sollte einen vorne liegenden Motor mit oben liegender Nockenwelle und einfach auszutauschenden Kolben erhalten. Eine innovative Lösung waren die in das Kurbelwellengehäuse aus Aluminium eingegossenen Halterungen zur Befestigung des Motors im Fahrgestell. Die Einführung verzögerte sich jedoch infolge der schwierigen Umstände.

### Mason Automobile Company

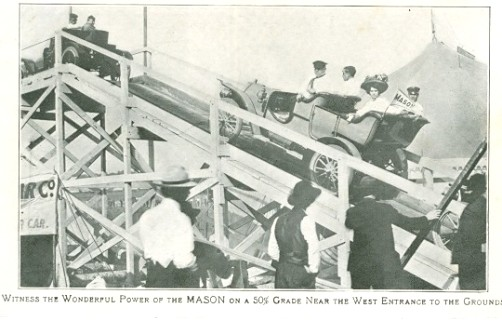
Attraktion auf dem Iowa State Fair: eine 50-%-Steigung im Mason-Automobil nehmen. Postkarte, 1910.

Im Dezember 1908 kam es zu einer weitreichenden Reorganisation des Unternehmens, die nach außen durch eine Änderung des Namens auf Mason Automobile Company sichtbar wurde. Es war nun als Corporation eingetragen, ohne dass dies aus dem Firmennamen hervorging. Die Kapitalisierung sollte auf US$ 250.000,- verzehnfacht werden. Tatsächlich flossen bis November 1909 nur US$ 150.000,-. Weil die Banken ihre Kreditlinie auf zwei Drittel des einbezahlten Kapitals festgelegt hatten, führte dies zu einem finanziellen Engpass, der den Ausbau des Unternehmens behinderte. Auch der Vorstand wurde teilweise erneuert. Präsident, Geschäftsführer und Finanzvorstand wurde der neue Hauptinvestor, ein Bankier namens A.B. Shriver. Der vormalige Hauptaktionär H.M. Pattee war Vizepräsident; aus den Quellen geht nicht hervor, ob er diese Position schon zuvor innegehabt hatte. Edward Mason behielt als Minderheitseigentümer seinen Sitz im Vorstand, war aber nur noch als Verkaufsleiter am aktiven Geschäft beteiligt. Fred Duesenberg blieb vorerst als Werkleiter im Vorstand.
Der erwähnte, technisch verbesserte Mason behielt sein Grundkonzept mit dem Motor unter dem Sitz. Zu den Neuerungen gehörten nun Trommelbremsen an der Hinterachse; zuvor waren solche an Getriebe und Differential angebracht gewesen. Die Fahrzeuge erhielten Räder der Dimension 32 × 3½ Zoll. Im Frühjahr 1908 erschien ein zweisitziger Runabout. Auch die Karosserien wurden modernisiert und die Fahrzeuge erhielten einen neuen, im oberen Bereich kantigeren Messingkühler.
Der 24 HP von 1909 war erhältlich als Tourabout (Runabout) für 4 Personen und als 5-sitziger Touring. Die Preise betrugen US$ 1250,- respektive 1350,-. Das Unternehmen versuchte weiterhin, sein Produkt auch über den Motorsport bekannter zu machen. Obwohl der Mason dabei durchaus erfolgreich war, erfolgte kein Durchbruch bei den Verkaufszahlen. Diese verdoppelten sich zwar wiederum auf nun 200 Fahrzeuge im Jahr 1909, doch die Probleme scheinen so groß gewesen zu sein, dass nun mit dem Industriellen und Versandhändler William Galloway (1877–1952) aus Waterloo (Iowa) ein Außenstehender auf das Unternehmen aufmerksam wurde.
An der Glidden-Tour des Jahres 1909 war ein von R. Snyder gefahrener Mason das einzige Zweizylinderauto, das diese Tortur bis ins Ziel überstand. Die Glidden-Tour war eine jedes Jahr auf einer neuen Strecke ausgetragene Zuverlässigkeitsprüfung über große Distanzen. In diesem Jahr führte sie von Detroit über Chicago, Minneapolis und Denver nach Kansas City (Kansas). Die Glidden-Tour war ohnehin berüchtigt für ihre anspruchsvolle Streckenführung über schlechte Straßen; die Durchführung von 1909 wurde zusätzlich erschwert durch ein noch strengeres Reglement.

#### William Galloway

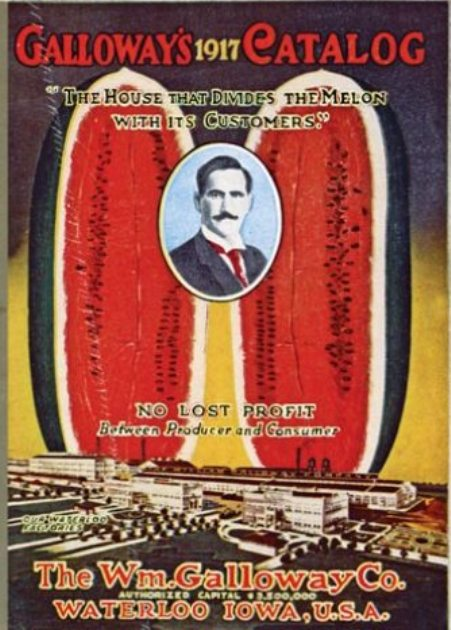
Versandkatalog-Titelbild der William Galloway Company (1917).

In den folgenden Monaten spielte der Unternehmer William O. Galloway (1877–1952) aus Waterloo (Iowa) eine Schlüsselrolle im Unternehmen, mit dem er zuvor offenbar keine Verbindung gehabt hatte. Seine William Galloway Company wurde 1905 oder 1906 in Waterloo gegründet und stellte zunächst landwirtschaftliche Geräte her, die nach einem von ihm entwickelten Konzept über den Versandhandel vertrieben wurden. Ab 1907 kamen auch Stationärmotoren und ab 1908 komplette Motorfahrzeuge dazu. Damit leistete das in den ganzen Vereinigten Staaten aktive Unternehmen Pionierarbeit. Zudem wurden Zulieferbetriebe aufgekauft und nach Waterloo verlegt, wo sie von der William Galloway Company kontrolliert wurden und sie mehr oder weniger exklusiv belieferten. So wurde Galloway auch zu einem der größten Motoren- und Benzingeneratorenhersteller in den USA. Von der Dart Manufacturing Company, die Galloway 1908 in den Ort geholt hatte, bezog man einen Highwheeler, der als Galloway T 1705 und Galloway's Auto Transport bis 1910 vermarktet wurde. Neben dem Sears Motor Buggy handelt es sich um eines der ersten über den Versandhandel angebotenen Automobile. Das Fahrzeug ist eine Mischform aus Personenwagen und Nutzfahrzeug mit einer Ladebrücke, die durch Anbringen einer zusätzlichen Sitzbank auch zum Personentransport genutzt werden kann. Durch seine Bauweise und die verwendeten Materialien gehört es zu den besseren dieser Fahrzeuge, es dürfte Galloway aber bewusst gewesen sein, dass Highwheeler keine Zukunft hatten.

#### Galloways Intervention
Ab Juni 1909 verhandelte er mit dem Unternehmer und US-Senator Frederick L. Maytag (1857–1937) aus Newton (Iowa) und dessen Sohn Elmer Henry Maytag (1883–1940) darüber, wie die Mason Motor Car Company übernommen und saniert werden könnte. Wie Galloway besaßen auch die Maytags Industriebetriebe für Landtechnik. Die Maytag Corporation war später ein sehr bedeutender Hersteller von Haushaltsgeräten und vor allem Waschmaschinen. Galloway schlug vor, das Unternehmen nach Waterloo zu verlegen, wo Galloway einen geeigneten Standort zu günstigen Konditionen anbieten konnte. Dabei handelte es sich um die frühere Produktionsstätte des Motoren-, Automobil- und Traktorenherstellers Waterloo Motor Works, die wiederum Grundlage der Traktorenproduktion von John Deere gewesen war. Wahrscheinlich war dies auch das Werk, in dem noch der Highwheeler gefertigt wurde. Es ist naheliegend, dass diese Anlagen von der Dart Manufacturing Company genutzt wurden, die Galloway bereits seit 1903 gehörte.

### Maytag-Mason Motor Company

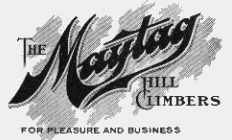
Logo der Maytag-Mason Motor Co. (1909–1911)

Galloways offenbar attraktives Kaufangebot und seine eigene, „substantielle“ Beteiligung führten zur Zusage der Maytags und im November 1909 oder spätestens Anfang 1910 investierte Maytag tatsächlich in das Unternehmen. Es wurde erneut reorganisiert, nun als Maytag-Mason Motor Company. Zur Kapitalisierung des neuen Unternehmens gibt es abweichende Darstellungen. Gemäß dem Duesenberg-Historiker Fred Roe wurde das Aktienkapital auf US$ 1 Mio. festgelegt, wovon US$ 250.000,-- als Vorzugsaktien ausgegeben wurden. Demnach war F. L. Maytag der neue Präsident und Geschäftsführer und E. H. Maytag Finanzvorstand. Auch der Vizepräsident und der Sekretär waren Maytag-Manager. Dies – und die Namensänderung – macht eine Kontrollmehrheit der Maytags im Unternehmen mehr als wahrscheinlich. Nach anderer, weniger plausibler Darstellung übernahmen die Maytags US$ 75.000,- oder drei Fünftel eines Aktienkapitals von nur US$ 125.000,-. Auch diese Quelle bestätigt jedoch die Kontrolle der Maytags über das Unternehmen.
Aus der Sicht des Chefingenieurs war die Übernahme nicht erfreulich. Fred Duesenberg fungierte zwar immer noch als Werkleiter, der zuvor große Einfluss der Duesenbergs auf das Unternehmen schwand jedoch zusehends. Es dürfte Fred Duesenberg auch gekränkt haben, dass die Werbeunterlagen den unzutreffenden Eindruck vermittelten, dass F. L. Maytag ein Fahrzeug vorgefunden hatte, das lediglich als Basis für eine Weiterentwicklung gedient hätte. Tatsächlich gibt es kaum technische Unterschiede zu den unter den Maytags gebauten Zweizylindermodellen. Den neuen OHC-Vierzylindermotor lehnten die neuen Eigentümer als zu teuer ab und stoppten auch die aus ihrer Sicht unnötigen Rennsportaktivitäten. Darauf gab Fred Duesenberg seine Anstellung als Superintendent auf. Zu einem endgültigen Bruch scheint es indes nicht gekommen zu sein, denn er gehörte auch weiterhin dem Vorstand an.

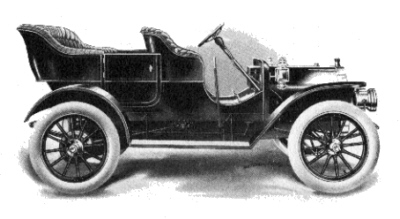
Zweizylindermodelle wie dieser Maytag 24 HP Model C Touring bildeten auch 1911 das Rückgrat der Marke.

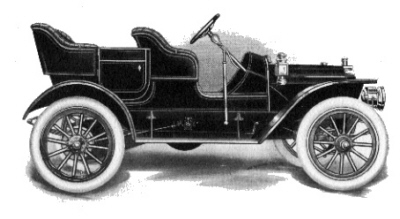
Der Maytag 24 HP Model B Toy Tonneau unterscheidet sich vom Touring durch einen leichteren und hinten verkürzten Aufbau, auch close coupled genannt.

Die neuen Eigentümer lösten die Schwierigkeiten nur vorübergehend. Der gleichzeitige Wechsel in der Führung und Umzug nach Waterloo führten zu organisatorischen Problemen. Die Maytags erfuhren auch interne Widerstände, möglicherweise auch von Mason und seiner Umgebung.
Schon 1911 geriet Maytag-Mason erneut unter finanziellen Druck. Es scheint, dass Senator Maytag von zu optimistischen Erwartungen ausgegangen war und zu großzügig in den Ausbau der Anlagen, in bessere Ausrüstung und vor allem in das Warenlager investiert hatte. Als der Abverkauf der Fahrzeuge nicht Schritt hielt, verschärfte sich die wirtschaftliche Lage des Unternehmens. Hauptgläubiger waren gemäß einer Zeitungsmeldung der Senator selber sowie William Galloway, der dies jedoch dementierte. Das Unternehmen verklagte in der Folge die Zeitung wegen Kreditschädigung auf einen Schadenersatz von US$ 100.000,-. Der Ausgang dieses Verfahrens ist nicht bekannt, dürfte aber kaum erfolgreich gewesen sein. Im August konnten die Kredite nicht mehr bedient werden, was einen mehrmonatigen Produktionsunterbruch zur Folge hatte. Es wurde ein Gläubigerkonsortium gebildet, das Einblick in die Buchhaltung verlangte, nach Wegen suchte um die Gläubiger zu befriedigen ohne das Unternehmen schließen zu müssen, aber auch ausstehende Rechnungen und nicht erfüllte Lieferverträge einklagte.
Die Verbindlichkeiten betrugen US$ 367.978,-, denen Werte im Umfang von US$ 331.000,- gegenüberstanden. Falls die Gerichte einer Klage auf Vertragsbruch stattgegeben und einige kleinere Forderungen geschützt hätten, wären weitere US$ 70.000,- abzugelten gewesen. Nachdem versucht worden war, eine unfreiwillige Insolvenz herbeizuführen, kam es Anfang 1912 nach zähen Verhandlungen zu einer außergerichtlichen Einigung. Bis dahin stand die Produktion still.

#### Personenwagen

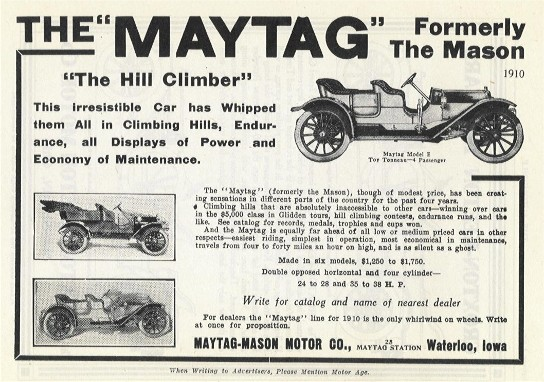
Anzeige der Maytag-Mason Motor Company von 1910. Die Leistung der Fahrzeuge wird mit „24 bis 28 HP“ respektive „35 bis 38 HP“ angegeben.

Der Zweizylinder wurde 1910 weiterhin als Mason 24 HP angeboten. Er war nun in den Versionen Tourabout (2-4 sitziger Roadster, US$ 1250,-), Toy Touring (4-sitziger Sport-Touring oder Toy Tonneau, US$ 1300,-) und 5-passenger Touring zu US$ 1350,- lieferbar.
Endlich erschien auch das Vierzylindermodell. Dabei handelte es sich um die bereits erwähnte Version mit dem zugekauften Excelsior-Motor. Das Fahrzeug wurde als Maytag 32/35 HP bezeichnet und nach einer Quelle nur als Touring zu US$ 1800,- angeboten. Nach anderen Angaben war auch ein Toy Tonneau lieferbar. Das Vierzylindermodell hatte einen leichten Rahmen mit nur drei Querträgern und zweifach gekröpfte Langsträger. Durch die vordere Kröpfung verengte sich der Rahmen vom Motor an vorwärts. Die hintere, nach oben geneigte, erlaubte eine niedrigere Bauweise. Ein solcher, um 10 Zoll (25,4 cm) auf 104 Zoll (2642 mm) verkürzter Rahmen wurde von Fred Duesenberg als Basis für seinen ersten Indianapolis-Rennwagen von 1912 verwendet.
Auf die verschiedenen bei Mason und Maytag verwendeten Vierzylindermotoren wird in einem gesonderten Kapitel eingegangen.
Der Galloway T 1705 blieb möglicherweise noch bis 1911 erhältlich. Die William Galloway Company bot in ihrem Katalog von 1911 die Maytag-Zweizylindermodelle als Galloway 25 an. Lieferbar waren sowohl die PKW wie auch die Nutzfahrzeuge. Der einzige Unterschied zum Mason 24 HP  respektive Maytag 20 scheint in einem anderen Messing-Schriftzug am Kühler bestanden zu haben.

#### Nutzfahrzeuge

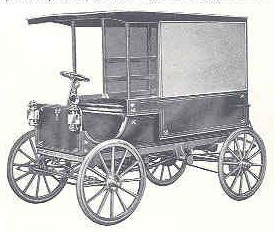
Ein Maytag Model 11 mit festem Dach und Seitenwänden. Model 11 trug etwas größere Räder als die anderen beiden Nutzfahrzeuge und hatte keine Luftreifen (1911)

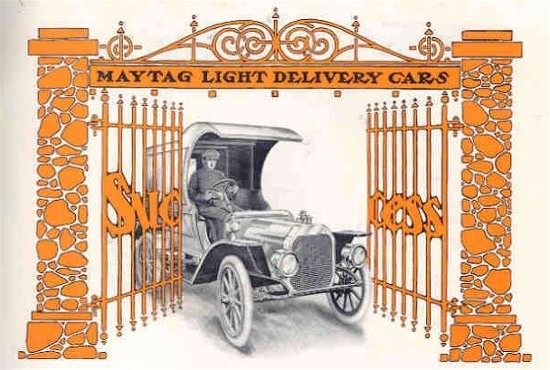
Titelblatt des Maytag-Mason Nutzfahrzeugprospekts (1911)

Obwohl das Werk Wert auf die Feststellung legte, dass schon früher Nutzfahrzeuge verkauft worden waren, ist dafür erst ab 1910 ein eigener Katalog nachweisbar. Verwendet wurden ausschließlich angepasste 20 HP-Fahrgestelle und -Motoren. Es handelte sich also um leichte Transporter, die lediglich vom Personenwagen abgeleitet waren und die vom gleichen Zweizylindermotor unter dem Sitz angetrieben wurden. Zweigang-Planetengetriebe und Doppelketten ab dem Vorgelege vervollständigten den Antrieb.
Bei Mason wie bei Maytag wurden die Nutzfahrzeuge mit Modellnummern anstelle von Kennbuchstaben bezeichnet. Es gab zwei verschiedene Fahrgestelle. Das eine entsprach weitgehend dem Personenwagen und hatte 100 Zoll (2540 mm) Radstand, das andere war ein „Frontlenker“ mit nach vorn versetztem Fahrersitz und 80 Zoll (2032 mm) Radstand. Bei beiden Ausführungen war der Motor mittig angebracht und beide waren mit verschiedenen Aufbauten lieferbar.
Der Zweizylinder-Touring Model A wurde auch als „The Farmer's Car“ beworben. Demnach konnte die Rückbank innert etwa 20 Minuten vom Personenwagen zum Pick-up umgebaut werden.
Unter der Führung von Maytag wurden 1910 auch die Nutzfahrzeuge als Mason und 1911 als Maytag angeboten. Die einzige Quelle nennt einen Bauzeitraum bis 1912, sodass angenommen werden darf, dass Edward Mason deren Produktion nach dem Rückkauf des Unternehmens für einige Zeit fortsetzte, wahrscheinlich nun wieder als Mason. Wie erwähnt, wurden die Fahrzeuge auch als Galloway 25 von der William Galloway Company angeboten, dies wahrscheinlich mit übereinstimmenden Modellbezeichnungen.
Model 10 war ein geschlossener Lieferwagen. Es scheint, dass dieses Fahrzeug auch als Galloway Farm Runabout verkauft wurde.

Model 11 war ein offener Lieferwagen mit Pritsche und niedrigen Seitenwänden. Dies war der einzige Lieferwagen im Programm mit Kutschenrädern.

Model 12 war das interessanteste Angebot. Es war entweder als normaler Touring, als geschlossener Lieferwagen – mit anderem Aufbau als Model 10 – oder mit beiden Aufbauten als Wechselkarosserie lieferbar. Der Hersteller nannte eine Umrüstungszeit von 20 Minuten für den Austausch. Nach einer Quelle wurde 1912 nur noch der Van angeboten und der Preis von US$ 1175.- auf US$ 800 gesenkt. Weiter wird das Model 12 für 1913 und 1914 als Express bezeichnet und hätte demnach wohl Model 13 abgelöst.

Model 13 war ein weiterer offener Lieferwagen, hier als Light Delivery Express bezeichnet. Dieses Modell wird nur von einer Quelle genannt und von dieser nur für 1910
erwähnt. Express war eine bis in die 1920er Jahre gebräuchliche Bezeichnung für einen Transporter oder leichten LKW mit Pritsche und Seitenwänden. Der Fahrersitz war offen, Verdeck und Wetterschutz waren oft nicht erhältlich oder kosteten Aufpreis.

#### Maytags Ausstieg
Möglicherweise führte das schwierige Umfeld dazu, dass das Interesse der Maytags am Unternehmen nachließ. William Galloway sprang zunächst ein und übernahm so viele Anteile, dass er der neue Mehrheitseigentümer wurde. Dies erfolgte wahrscheinlich während eine Lösung mit den Gläubigern gesucht wurde. Für Irritationen sorgte eine, demnach wohl zutreffende, Zeitungsmeldung im Juli 1910, nach der William Galloway die Mehrheit am Unternehmen übernommen habe. Eigenartigerweise wurde sie von Maytag-Mason dementiert, allerdings erst im November. Eine andere Quelle nennt A.W. Wallis als neuen Präsidenten ab Ende 1910. Im neuen Vorstand nahm E.R. Mason zunächst Einsitz als Sekretär und wurde im März 1911 ein Vizepräsident.
Im Herbst 1911 kam es zu einer Klage wegen nicht eingelöster Forderungen und Verträge. In der Folge verloren Maytag und seine Investoren viel Geld. Vor diesem Hintergrund ist wohl zu sehen, dass H.W. Hayden, erst im Herbst 1911 von Fred Maytag ins Unternehmen geholt, Elmer Maytag als Finanzvorstand ablöste. Offen ist, ob Hayes auch der neue Geschäftsführer wurde.
Ende 1911 hatten sich die Maytags dafür entschieden, ganz aus der Maytag-Mason Motor Company auszusteigen. Als sie diesen Schritt im Januar 1912 vollzogen, blieb nicht nur ein überdimensioniertes, inaktives Werk zurück, sondern auch ein viel zu großes Materiallager. Zudem fehlte es an Arbeitskapital, an einem klaren Marktfokus und an konkreten Plänen für die Modelle des Jahres 1912. Offenbar war dies auch für Galloway der Zeitpunkt, sich aus dem Unternehmen zurückzuziehen, denn dieses wurde kurz darauf mit neuen Eigentümern reorganisiert. Zwölf Jahre später zahlte Fred Maytag den an diesem Geschäft beteiligten Investoren ihr Kapital aus eigener Tasche zurück.
Nach dem Ausscheiden der Maytags erscheint auch William Galloway nicht mehr im Zusammenhang mit Mason. Er ist auch nicht als Vorstandsmitglied angeführt. Der rührige Unternehmer kehrte 1915 mit dem Kleinwagen Arabian kurz zum Automobilbau zurück.

### Mason Motor Company

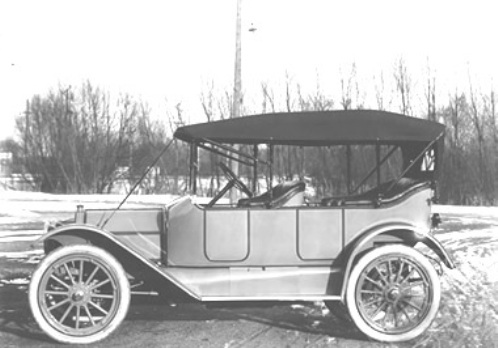
Mason 20 HP Touring Model A (1912).

Um an dringend benötigtes, frisches Kapital zu gelangen war das Unternehmen bereits unter Maytags Leitung 1911 gezwungen gewesen, neuerlich Aktien aufzulegen. Maytags Nachfolger als – möglicherweise interimistischer – Präsident der Gesellschaft wurde nach einer Quelle W.B. Wallis mit Edward R. Mason als Sekretär.
Es ist unklar, was E. R. Mason Anfang 1912 bewogen hat, sich noch einmal in diesem Unternehmen zu engagieren. Er ließ vermutlich auch während Maytags aktiver Zeit seine ursprüngliche Investition von US$ 25.000,- im Unternehmen stehen. Am 10. oder 12. Januar 1912 erfolgte die letzte Reorganisation. Der Name lautete nun Mason Motor Company, und E. R. Mason wurde wieder als Geschäftsführer genannt. Nach einer anderen Darstellung war er Präsident der Gesellschaft und die Geschäfte wurden von Vizepräsident H.W. Hayden geführt. Dieser war unter Maytag auch für die Finanzen zuständig. Wallis war nach einer Quelle Sekretär des Vorstands. Dass Fred Duesenberg 1912 Mitglied des Vorstands war, wird von mehreren Quellen bestätigt Belegt ist, dass die Duesenbergs in einem Teil der weitgehend still liegenden Fabrik eingemietet waren und dort vorübergehend ihren Rennstall einrichteten. Edward Mason beauftragte seinen Freund Fred Duesenberg zudem mit der Konstruktion neuer Motoren. Zumindest nach einer Quelle erschienen tatsächlich Mason-Fahrzeuge mit einem Walking Beam-Motor, der als 3,2 Liter (226,2 in³) ab 1912 sicher und mit Vorbehalten, möglicherweise schon 1911 nachweisbar ist.
Die Mason Motor Company löste ihre dringendsten finanziellen Probleme – wiederum nur vorübergehend – durch eine Vereinbarung mit den Gläubigern, sodass die Produktion nach fünfmonatiger Unterbrechung endlich wieder aufgenommen werden konnte. Es zeigte sich, dass aus Geldmangel noch keine Vorkehrungen für das Modelljahr 1912 getroffen worden waren, sodass nicht viel anderes übrig blieb als das Programm des Vorjahres mehr oder weniger unverändert weiterzuführen. Möglicherweise wurde das Nutzfahrzeugprogramm reduziert. Der Markenname wurde von Maytag wieder auf Mason geändert.
Auch 1913 waren unvorhergesehene Probleme zu lösen. Das Unternehmen leitete ein Betrugsverfahren gegen den eigenen Geschäftsführer, Vizepräsidenten und Finanzvorstand Hayden ein. Dieser hatte US$ 18.000,- an Firmengeldern veruntreut, war geflohen und wurde später wegen Unterschlagung verurteilt. Im Juni klagte ein Zulieferer auf Zahlung von US$ 100.000,- für gelieferte Achsen. Es kam zu einem Vergleich über US$ 60.287,-. Dies war nicht der einzige Gläubiger, der ausstehende Zahlungen einklagte.
Mason und Duesenberg versuchten wieder, mit den Gläubigern eine Einigung zu erzielen. Insbesondere eine weitere Klage über US$ 100.000,- in Zusammenhang mit der Aktienausgabe vom Dezember 1911 machte dem Unternehmen zu schaffen. Sie führte im Oktober 1913 zu einem erneuten Insolvenzverfahren. Aktiven von geschätzt US$ 600.000,- standen Verbindlichkeiten von U$ 143.514,- gegenüber. Mason und Duesenberg offerierten den Gläubigern Vorzugsaktien im Gegenwert ihrer Forderung und Aktien im Umfang von weiteren 50 %. Mason sondierte zugleich wegen einer Auffanggesellschaft, die allenfalls die Anlagen auslösen und die Produktion fortsetzen sollte. Ende 1913 suchte das Unternehmen Gläubigerschutz.
Eine Folge der anhaltenden Probleme war, dass das Personenwagenprogramm von drei Zweizylinder- und fünf Vierzylindermodellen im Jahr 1912 auf nur noch je einen Touring im folgenden Jahr zusammengestrichen wurde.
1913 war gleichzeitig das letzte Produktionsjahr für den von Fred Duesenberg entwickelten Zweizylindermotor.
Mittlerweile waren die Anlagen zu groß geworden für den bescheidenen Ausstoß an Mason-Fahrzeugen. Im besten Jahr des Unternehmens, 1910, waren 427 Fahrzeuge gebaut worden. Diese Zahl sank dramatisch auf 124 im Jahr 1913 und noch 33 1914, dem Jahr der endgültigen Schließung. Daher wurden für Teile des Werks weitere Mieter gesucht. Einer davon war Louis C. Erbes, der hier einige Monate lang Cutting-Automobile fertigte, ehe er seine Fahrzeugproduktion in der Bull Moose-Cutting Automobile Company in Saint Paul (Minnesota) zusammenfasste. Auch die Duesenbergs verlegten ihren Sitz ab Sommer 1913 nach Saint Paul.
Die Neuheit für 1914 war der große Mason-Mohler, benannt nach dem Ingenieur, der das Fahrgestell entworfen hatte. Das Fahrzeug erhielt einen Duesenberg-Motor mit 65 bhp, hatte einen Radstand von 128 Zoll (3251 mm) und trug ein Preisschild ab US$ 3000,-. Es ist schwer vorstellbar, dass ein solcher Oberklasse-Sportwagen, der ab Werk nur als Roadster oder Coupé mit gewöhnungsbedürftiger Linienführung erhältlich war, viel zur Rettung des Unternehmens beitragen konnte. Tatsächlich gibt es nur unvollständige Daten dazu. Die Mason Motor Company meldete allerdings im gleichen Jahr endgültig Insolvenz an. Die Anlagen kamen im September 1915 unter den Hammer.

## Technik

### Motoren
Nachstehend folgt eine Übersicht über die bei Mason und Maytag-Mason verwendeten Motoren:
| Verwendung      | Motor                        | Rating             | Ventiltrieb | Hubraum              | Leistung        | Anwendung                                       | Bemerkungen                                             |
| --------------- | ---------------------------- | ------------------ | ----------- | -------------------- | --------------- | ----------------------------------------------- | ------------------------------------------------------- |
| 1905            | Zweizylinder Duesenberg      | ca. 20 HP A.L.A.M. | OHV         | 200 in³ (3277 cm³)   | 24–28           | Marvel                                          |                                                         |
| 1906–1908       | Zweizylinder Duesenberg      | ca. 20 HP A.L.A.M. | OHV         | 196,4 in³ (3218 cm³) | 20–24           | Mason 24 HP Maytag 20 HP Galloway 25            |                                                         |
| 1909–1913       | Zweizylinder Duesenberg      | 20 HP A.L.A.M.     | OHV         | 201,3 in³ (3299 cm³) | 20–24           | Maytag 20 Mason 20 HP Mason Model C Galloway 25 |                                                         |
| 1908            | Vierzylinder Duesenberg      | 27,03 HP A.L.A.M.  | OHC         | 235,8 in³ (3865 cm³) |                 | Prototyp; Rennwagen                             | bei Maytag abgelehnt; ohne Serie, später auch Rennsport |
| 1910 1911?      | Vierzylinder Excelsior       | 27,23 HP A.L.A.M.  | SV          | 280,6 in³ (4599 cm³) | 32              | Maytag 32/35 Maytag 35 HP?                      |                                                         |
| 1911? 1912–1914 | Vierzylinder Duesenberg      | 25,6 HP N.A.C.C.   | WB          | 226,2 in³ (3707 cm³) | 58 bei 2300/min | Mason 30 HP Maytag 30 HP? Mason K               | [ 43 ] [ 46 ]                                           |
| 1912            | Vierzylinder Knight-Schieber |                    |             |                      |                 | Mason-Knight                                    | Nur Ankündigung.                                        |
| 1914–1915       | Vierzylinder Duesenberg      |                    |             |                      | 65              | Mason-Mohler                                    | unvollständige Daten, unsichere Produktion.             |

### Zweizylindermodelle

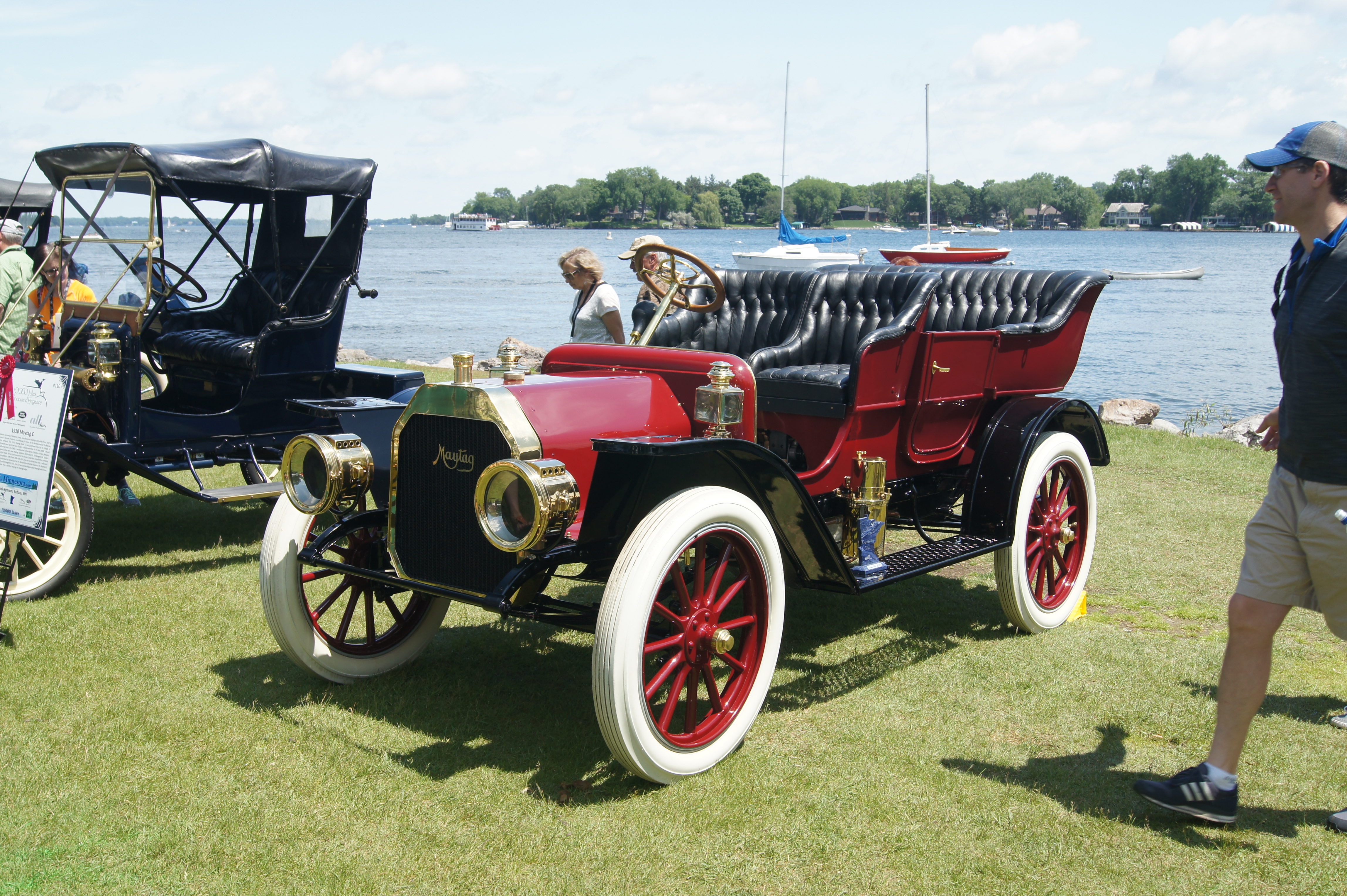
Maytag 20 HP Touring mit Walking Beam-Zweizylindermotor (1911).

Zweizylindermodelle wurden von 1906 bis 1913 gebaut. 1911 wurden sie als Maytag 20 vermarktet; eine baugleiche Version erschien als Galloway Twenty-Five im Versandkatalog der William Galloway Company.
Eine Besonderheit des Motors ist das Kurbelwellengehäuse, das mit einem „internen“ Ansaugkrümmer eine Einheit bildet. Dies war ein Merkmal fast aller frühen Duesenberg-Motoren. Der Motor war als OHV ausgelegt. Eine Wasserpumpe war vorgesehen. Sie wurde vom einen Ende der Kurbelwelle aus angetrieben. Der Motor hatte Magnetzündung.
Diese Motoren wurden bei Mason selber gefertigt.

### Vierzylindermodelle
In den Quellen werden fünf sehr verschiedene Vierzylindermotoren erwähnt, von denen drei sicher in Serienmodelle gelangten. Bei einem vierten ist dies unsicher und ein Schiebermotor wurde nur angekündigt, aber nie hergestellt oder bezogen.
Zu allen Motoren bestehen Unklarheiten. Belegt ist, dass der 1908 angekündigte, von Fred Duesenberg konstruierte OHC-Motor mit 235,9 in³ zunächst aus Kostengründen zurückgestellt und um 1910 von den Maytags ganz gestoppt wurde. Er scheint aber von den Duesenbergs in Rennfahrzeugen verwendet worden zu sein.
Für das erste Serienmodell der Marke wird einhellig ein Excelsior-Motor genannt. Demnach handelt es sich um den Vierzylinder mit 280,6 in³ (4599 cm³), der für den Maytag 32/35 HP von 1910 vermerkt wird. Möglicherweise wurde er auch im Maytag 35 HP von 1911 verwendet, doch gibt es dazu eine alternative Sicht.
Für die Vierzylinder-Serienmodelle von 1912 bis 1914 ist ein Motor mit 226,2 in³ (3707 cm³) nachgewiesen. Diese Quelle nennt nicht die Art des Ventiltriebs, doch handelt es sich nach Fred Roe um eine der ersten Ausführungen des Walking Beam-Motors, die Anfang 1912 zur Verfügung stand und demnach auch die erste in einem Straßenfahrzeug. Die Duesenbergs begannen die Arbeiten daran noch 1910 bei Mason und vollendeten sie freiberuflich. Den Motor verkauften sie nach dem Weggang der Maytags an Mason.
Es ist nicht ganz ausgeschlossen, dass mit einem 1912 angekündigten Modell mit Schiebermotor der Mason-Mohler gemeint war; demnach wären die nachstehend angeführten Mason-Mohler und Mason-Knight identisch gewesen. Es wurde allerdings kein Beleg dafür gefunden, dass sich die Duesenbergs zu dieser Zeit mit einem solchen Schiebermotor Lizenz Knight beschäftigt haben. Belegt ist hingegen, dass dieser Mason-Mohler einen von Duesenberg gebauten Motor erhielt. Naheliegend ist daher eine Ausführung des Walking Beam-Motors, der später auch an andere Automobilhersteller verkauft wurde, darunter Biddle, Revere und Roamer.

#### Duesenberg OHC
Dieser bereits 1908 serienreife Motor ging nicht in Produktion. Mason stellte ihn aus Finanzierungsgründen zurück, Maytag fand die Produktion zu teuer und sah möglicherweise den fristgerechten Umzug nach Waterloo gefährdet. Bei Mason wurden möglicherweise einige Rennwagen mit diesem Motor ausgestattet.

#### Excelsior 280,6
Statt dieses OHC-Motors wurde ein Vierzylindermotor von der Excelsior Motor Manufacturing & Supply Company zugekauft. Dieses unternehmen ist vor allem als Fahrrad- und Motorradhersteller bekannt.
Die Daten für diesen konventionellen Motor werden wie folgt genannt:
- SV-Vierzylindermotor mit 280,6 in³ (4599 cm³)
- Bohrung × Hub: 4,125 × 5,25 Zoll[44]
- A.L.A.M.-Rating 27,23 HP
- Leistung 30 bhp bei 2300/min[45]; das Werk gab 35–38 bhp an.

Gesichert ist, dass dieser Motor im Maytag 32/35 HP verwendet wurde. Das Fahrgestell mit 114 Zoll Radstand war noch von Fred Duesenberg entworfen worden und wurde in gekürzter Form für dessen Rennwagen verwendet. Möglicherweise gab es 1911 einen Nachfolger Maytag 35 HP.

#### Duesenberg Walking Beam

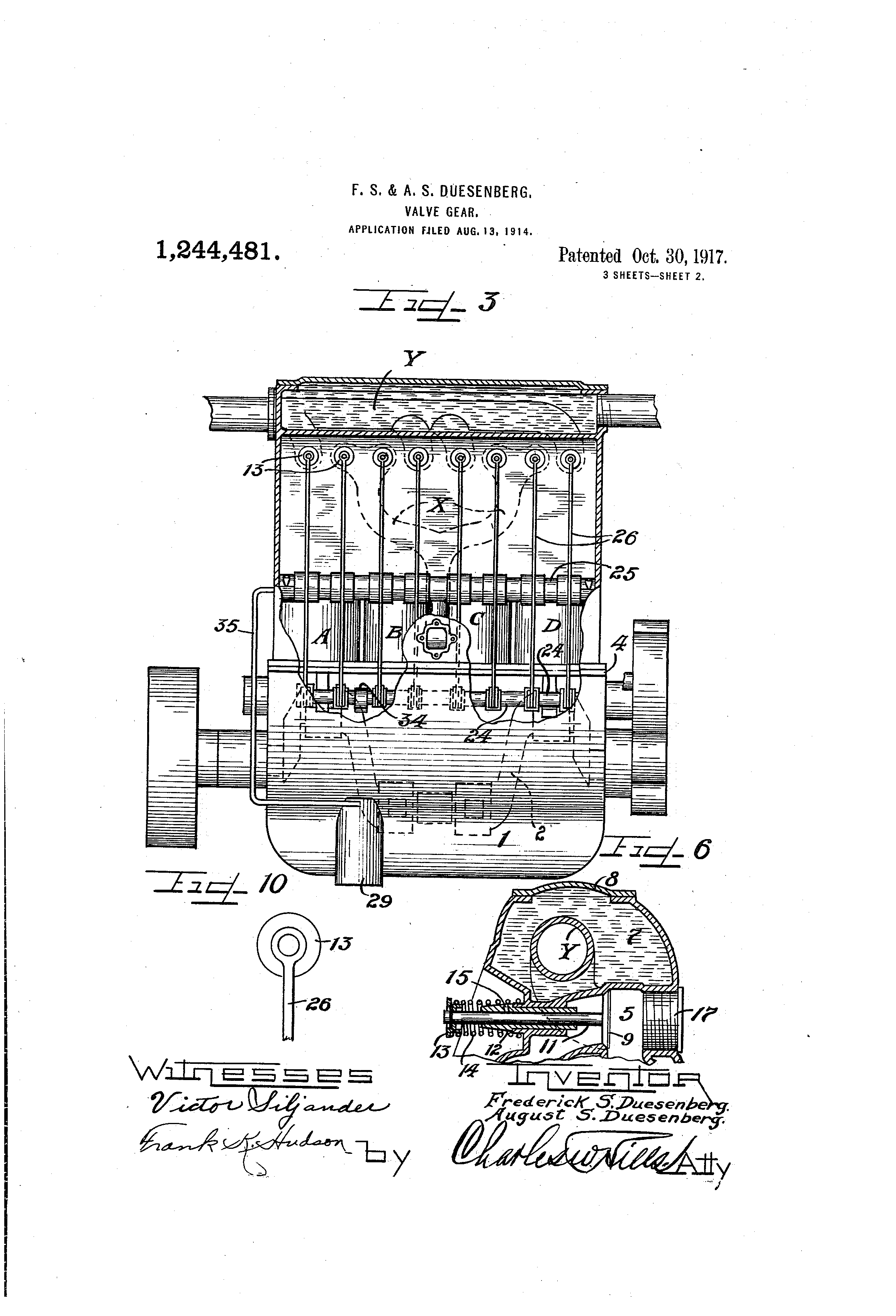
Patentzeichnung der Brüder Duesenberg zu ihrem Walking Beam-Ventiltrieb, eingereicht 1914.

Dies ist die erste Ausführung des später auch im Rennsport sehr erfolgreichen Walking Beam-Motors. Die Ventile sind im nicht abnehmbaren Zylinderkopf horizontal angeordnet. Kurbelwelle und Nockenwelle sind im Kurbelwellengehäuse unten im Motor abgebracht, wobei letztere etwas höher und seitlich unter den Ventilen angeordnet ist. Sie werden mittels besonders langer, vertikal angebrachter Kipphebel gesteuert. Der Motor konnte dank dieser Bauweise sehr leicht und kurz ausgelegt werden. Dadurch reichen zwei je ca. 10 cm lange Hauptlager für die Kurbelwelle aus. Weitere Besonderheiten sind die Gemischzufuhr über Kanäle im Motorblock anstelle eines Ansaugkrümmers und die Anordnung der Zündkerzen gegenüber den Ventilen. Die Bauweise mit oben und liegend angebrachten Ventilen erlaubt auch einen einfacheren Auspuffkrümmer. An frühen Mason-PKW wurde der Auspuff unter dem Wagenboden geführt, bei Rennwagen ging man dazu über, stattdessen Auspuffstummel oben aus der Motorhaube zu führen.
Die früheste Ausführung hatte Wasserkühlung nach dem Thermosiphonverfahren – ein eigenartiger Rückschritt zu den Zweizylindermotoren mit Wasserpumpe. Die Rennmotoren erhielten eine solche nach kurzer Zeit nachgerüstet; sie wird bereits beim Indianapolis-Rennwagen von 1912 erwähnt. Ob und ab wann dies auch bei den Personenwagen erfolgte, ist nicht überliefert.
Die Funktionsweise wird von allen Quellen ähnlich beschrieben. Anders die technischen Daten: Drei seriöse Quellen führen drei abweichende Datensätze an: Die Autoren Joseph S. Freeman und James G. O'Keefe nennen in Automobile Quarterly einen Hubraum von 235,9 in³ (3865 cm³); Bohrung und Hub sind demnach mit 3,875 × 5,0 Zoll vermerkt. Die Leistung beträgt 58 bhp bei 2300/min. Dies soll der Motor des Rennwagens sein, mit dem Bill Endicott die Qualifikation für die 500 Meilen von Indianapolis 1912 wegen eines Defekts verfehlte. Das N.A.C.C.-Rating für diesen Motor ist 24,04 HP.
Fred Roe nennt für diesen Einsatz einen Motor mit 226 in³, was dem bei Dluhy genannten entspricht. Er nennt 226,2 in³ Hubraum (4 × 4,5 Zoll) für die Serienwagen Mason 30 HP und Model K; ersterer war demnach ein Nachfolger des oben beschriebenen, ungeliebten Maytag 32/35 HP mit dem zugekauften Excelsior-Motor. Wiederum nach Dluhy könnte dieser Motor bereits 1911 einen Maytag Model 30 angetrieben haben, der sonst dem Mason Model 30 entsprochen hätte. Es gibt allerdings keine weiteren Belege, die diese These stützen. Sie passt allerdings nicht zum bekannten zeitlichen Ablauf und setzt voraus, dass die Maytags oder Galloway dem zugestimmt hätten.
Die dritte Quelle ist eine zeitgenössische: Das Motor Age Magazine berichtete am Vorabend der Austragung der 500 Meilen von Indianapolis 1912 über den Anlass und die teilnehmenden Fahrzeuge. Zum Motor des Mason mit der Startnummer 31 listete es einen Hubraum von 243,5 in³ (3982 cm³) (Bohrung × Hub 3 15/16 × 5 Zoll), Blockmotor, Splitdorf-Magnetzündung und Schebler-Vergaser. Warum diese Angaben von jenen der genannten Historiker abweichen, ist unklar.
Die Duesenbergs meldeten 1913 den Motor zum Patent an und trennten davon 1914 den Ventiltrieb ab. Er stand, wie gesehen bereits 1912 im Mason 30 HP / Model K zur Verfügung. Die Version im Mason entspricht zumindest technisch dem Motor, mit dem die Duesenbergs an den 500 Meilen von Indianapolis 1912 gegen eine Konkurrenz mit mehr als doppelt so großen Motoren antraten.

#### Mason-Mohler
Zu diesem Motor liegen kaum Daten vor. Bekannt ist, dass er vier Zylinder hatte, 65 bhp leistete und von den Duesenbergs konstruiert worden ist. Letzteres legt nahe, dass es sich um eine Straßenversion ihres Walking Beam-Rennmotors gehandelt hat.

#### Mason-Knight
Der später wegen Veruntreuung verurteilte H. W. Hayden war vor seiner Anstellung bei Maytag-Mason für Stoddard-Dayton tätig und hatte Kontakte zu Lizenznehmern des Knight-Schiebermotors. Das war damals eine Konstruktion, der wachsende Bedeutung beigemessen wurde. Die Mason Motor Company kündigte noch im Januar 1912 einen PKW mit einem solchen Motor an und hielt fest, dass man bereits im Besitz der entsprechenden Lizenzen für den westlich des Mississippi River gelegenen Teil der USA sei. Aus den vorliegenden Quellen geht nicht hervor, ob ein solcher Motor tatsächlich entwickelt worden ist. Fred Duesenberg führte freiberuflich Entwicklungsaufträge für seinen Freund Edward Mason aus. Möglich aber nicht nachweisbar ist, dass darunter auch ein solcher Entwurf war. Gesichert ist aber, dass kein Mason mit Schiebermotor erschienen ist.

### Fahrgestell
Die Zweizylindermodelle hatten den Motor mittig quer im Fahrgestell untergebracht. Gestartet wurde mit Kurbel seitlich unter dem Fahrersitz. Der Raum unter der „Motorhaube“ war ein Abteil zum Mitführen von Werkzeugen und Gerät und enthielt möglicherweise auch den Benzin- oder Wassertank. Der Mason war wassergekühlt und der Kühler somit echt.
Fred Duesenberg hatte für den Vierzylinderwagen ein Fahrgestell vorgesehen, das hinten und vorne gekröpft war. An der Hinterachse waren Elliptikfedern vorgesehen.
Eine leicht gekürzte Version dieses Fahrgestells, versehen mit dem Walking Beam-Motor, bildete die Basis für die ersten Vierzylinder-Mason, mit denen Fred Duesenberg ab 1911 entwickelte.
Auch der Mason-Mohler hatte paarweise längs angeordnete Blattfedern, hier war jedoch die Vorderachse underslung und die Hinterachse overslung ausgeführt. Anders ausgedrückt, war die Vorderachse zwischen den Längsträgern und den vorderen Blattfedern auf letzteren befestigt und die Hinterachse hing konventionell unter ihren Federn.

## Modellübersicht

### Personenwagen
| Bauzeit   | Modell                                               | Zylinder | Hubraum cm³ | Leistung bhp | Radstand mm | Karosserie                                           | Preis US$                | Abb. Bemerkungen                       |
| --------- | ---------------------------------------------------- | -------- | ----------- | ------------ | ----------- | ---------------------------------------------------- | ------------------------ | -------------------------------------- |
| 1906–1908 | Mason 24 HP                                          | 2        | 3218        | 24           | 2286        | Runabout, 2 Pl. Touring, 5 Pl.                       | 1285 1350                |                                        |
| 1909      | Mason 24 HP                                          | 2        | 3218        | 24           | 2438        | Tourabout, 4 Pl. Touring, 5 Pl.                      | 1250 1350                |                                        |
| 1910      | Mason 24 HP                                          | 2        | 3218        | 24           | 2438        | Tourabout, 2/4 Pl. Toy Touring, 4 Pl. Touring, 5 Pl. | 1250 1350                |                                        |
| 1910      | Maytag 32/35 HP                                      | 4        | 4599        | 32           | 2896        | Touring, 5 Pl.                                       | 2250                     | [ 20 ] [ 28 ]                          |
| 1911      | Maytag 20 HP Model A Model B Model C                 | 2        | 3218        | 24           | 2438        | Runabout, 2 Pl. Toy Tonneau, 4 Pl. Touring, 5 Pl.    | 1250 1300 1350           |                                        |
| 1911      | Maytag 35 HP Model D Model E Model F Model G Model H | 4        | 3218        | 35           | 2896        | Touring Boattail Roadster                            | 1750 1650                |                                        |
| 1912      | Mason 20 HP Model A Model B Model C                  | 2        | 3218        | 24           | 2438        | Touring Torpedo Roadster                             | 1050                     |                                        |
| 1912      | Mason 30 HP Model D Model E Model F Model G Model H  | 4        | 3218        | 35           | 2946        | Roadster Touring Roadster                            | 1750 1000 1150 1250 1650 |                                        |
| 1912      | Mason-Knight                                         | 4        |             |              |             |                                                      |                          | nur angekündigt. Keine Daten verfügbar |
| 1913      | Mason Model C                                        | 2        | 3218        | 24           | 2438        | Touring, 5 Pl.                                       | 900                      |                                        |
| 1913      | Mason Model K                                        | 4        | 3218        | 35           | 2946        | Fore-Door Touring, 5 Pl.                             | 1290                     |                                        |
| 1914      | Mason Model K                                        | 4        | 3218        | 35           | 2946        | Touring, 5 Pl.                                       | 1350                     |                                        |
| 1914      | Mason Mohler 65 HP                                   | 4        |             | 65           | 3251        | Roadster Coupé                                       | 3000 3150                | Produktion unklar                      |

### Nutzfahrzeuge
Alle Modelle: Mason-Zweizylinder-Boxermotor Konstruktion F.S. Duesenberg; 3218 cm³, 24–25 bhp Leistung.
| Bauzeit   | Modell   | Radstand mm | Aufbau                                       | Preis US$ | Abbildung |
| --------- | -------- | ----------- | -------------------------------------------- | --------- | --------- |
| 1906–1914 | Model 10 | 2540        | Delivery Van                                 |           |           |
| 1906–1911 | Model 11 | 2032        | Delivery Wagon                               |           |           |
| 1906–1911 | Model 12 | 2540        | Delivery Van                                 | 1175      |           |
| 1906–1911 | Model 12 | 2540        | Pleasure Car                                 | 1150      |           |
| 1906–1911 | Model 12 | 2540        | Wechselkarosserie Delivery Car/ Pleasure Car | 1275      |           |
| 1910      | Model 13 |             | Light Express Delivery                       | 1000      |           |
| 1912      | Model 12 |             | Light Express Delivery                       | 800       |           |
| 1913–1914 | Model 12 |             | Light Express Delivery                       | 800       |           |

Anmerkung zur Tabelle: In der Literatur wird für den 24 HP Mason-Zweizylindermotor durchweg ein quadratisches Verhältnis von Bohrung und Hub von 5 × 5 Zoll angegeben; das ergibt einen Hubraum von 196,2 Kubikzoll entsprechend 3218 cm³. Eine Einzelquelle nennt 5 × 6 Zoll für 1910–1913, was 235.62 in³ resp. 3861 cm³ Hubraum ergibt. Auf das auf der Bohrung basierende A.L.A.M.-Rating hat dies keinen Einfluss. Demnach hat ein Zweizylindermotor mit 5 Zoll Bohrung eine errechnete Leistung von 20 HP.

## Motorsport

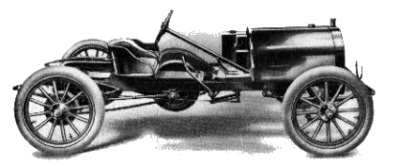
Fred Duesenbergs Mason 'Goat' (1906). Der Rennwagen entstand durch Tieferlegung der Sitze und Anpassung der Lenksäule. Er war sehr erfolgreich bei Bergprüfungen und galt zeitweilig als schnellster Zweizylinder in den USA.

Fred Duesenberg hatte bereits Autorennen bestritten, ehe er die Konstruktion des Marvel begann. Bei Mason gehörte die Teilnahme an Autorennen zum Verkaufskonzept und Duesenberg war nicht nur in Doppelfunktion Leiter der Entwicklungsabteilung und Betriebsleiter, sondern stand auch dem kleinen Rennteam vor. Er selber war aktiv als Fahrer bis 1912, also nach seinem Weggang von Mason. Mason war durchaus erfolgreich im Rennsport; die Aktivitäten wurden aber nach der Übernahme der Maytags als kostspielig und unnötig beendet.<ef name="Kimes(1996)935" /> Die Duesenbergs gründeten in der Folge einen nebenberuflich betriebenen Rennstall mit Fahrzeugen und Material, das Fred vom Werk erwerben konnte. Für kurze Zeit belegten sie nicht benötigte Räumlichkeiten in der Mason-Fabrik in Waterloo, ehe sie Mitte 1913 nach Saint Paul (Minnesota) übersiedelten.
Fred Duesenberg führte bereits vor der Markteinführung des Mason im August 1906 Werbeaktionen und Demonstrationsfahrten mit dem ehemaligen Marvel durch und bestritt damit auch einige Rennen. Ende 1906 oder Anfang 1907 stand der umgebaute Rennwagen zur Verfügung, der später den Übernamen „Goat“ („Ziege“) erhielt. Er dürfte meist von Fred Duesenberg eingesetzt worden sein. Nachstehend folgt eine kurze Übersicht der Rennsportaktivitäten bei Mason bis zur Einstellung:
- 1906

4. Juli: Hill Climb, Des Moines (Iowa)
Oktober: Riverside Hill Climb, Des Moines
- 1907

30. Mai: Hill Climb, Kansas City (Missouri). mit einem Serienwagen.
6. Juni: Zuverlässigkeitsprüfung (fehlerfrei), Chicago (Illinois) mit einem Serienwagen.
7. Juni: Zuverlässigkeitsprüfung (fehlerfrei), Milwaukee (Wisconsin) mit einem Serienwagen.
August: Sieg an zwei Rennen in Milwaukee.
August: Sieg an allen Läufen eines von Barney Oldfield organisierten Renn-Meetings in Des Moines
August: Ein Mason legte die Strecke von Kansas City nach Denver (Colorado) in der Rekordzeit von 28 Stunden und 10 Minuten zurück.
September: Sieg an drei Rennen in Minneapolis (Minnesota), gegen Konkurrenz mit Vierzylinderwagen.
September: Sieg an drei Sandbahnrennen in Milwaukee. Fahrer war Fred Duesenberg, der danach noch zu einem 24-Stunden-Rennen antrat. In diesem verunfallte in der 7. Stunde und verletzte sich. Wahrscheinlich erhielt sein Wagen bei dieser Gelegenheit den Übernamen Goat („Ziege“), weil er dabei einen Zaun durchbrach. Der Unfall ging weniger glimpflich aus als zunächst gedacht; Fred Duesenberg litt zeitlebens an den Spätfolgen.
Oktober: Zuverlässigkeitsprüfung (einziger Zweizylinder im Ziel), Minneapolis (Minnesota)
- 1908

Glidden Tour: Einziger Zweizylinderwagen im Ziel
August: Zuverlässigkeitsprüfung (fehlerfrei), Des Moines.
August: Zuverlässigkeitsprüfung (fehlerfrei), Chicago. Dies war ein viertägiger Anlass.
Dezember: Hill Climb, Des Moines.
- 1909[18]

Januar: Rennen in San Antonio (Texas)
Juli: Ein Maytag nahm an der Glidden Tour um Kansas City teil und absolvierte sie als einziger Zweizylinderwagen. (Roe: 1908)
August: Hill Climb in Algonquin (Illinois)
- 1910[18]

16. April: Rennen von Salina nach Hays (Kansas) über 121 Meilen.
12. Mai: Zwei Meilen, Offene Klasse in Shenandoah (Iowa).
12. Mai: Fünf Meilen, Offene Klasse in Shenandoah (Iowa).
1. Juli: Zehn Meilen, Indianapolis Motor Speedway, Indianapolis (Indiana).
13. Juli: Fünf Meilen in Winnipeg (Manitoba, Kanada). Ein Mason stellte einen neuen Streckenrekord auf.
Die Teilnahme an einem nicht von der American Automobile Association (AAA) sanktionierten Rennen in Boone (Iowa) führte im August zu einem mehrmonatigen Ausschluss von allen Anlässen der Organisation.

## Produktionszahlen
| Modelljahr | Stückzahl |
| ---------- | --------- |
| 1906       | 25        |
| 1907       | 50        |
| 1908       | 100       |
| 1909       | 200       |
| 1910       | 427       |
| 1911       | 338       |
| 1912       | 218       |
| 1913       | 124       |
| 1914       | 33        |
| Total      | 1275      |

Die nebenstehenden Produktionszahlen nach Modelljahr beruhen auf Angaben der Automobilhistoriker Beverly Rae Kimes und Henry Austin Clark, jr. im Standard Catalog of American Cars 1805–1942.
Demnach entstanden bis zur Übernahme durch Maytag 375 Fahrzeuge. Die Maytag-Mason Motor Co. baute in gut zwei Jahren 565 weitere; diese beiden Modelljahre waren die besten des Unternehmens. Es darf angenommen werden, dass diese Zahlen die hergestellten Fahrzeuge unabhängig vom späteren Markennamen aufzeigten. Obwohl nicht explizit erwähnt, kann deshalb auch die Produktion der baugleichen Galloway-Modelle eingerechnet worden sein. 345 Fahrzeuge baute schließlich die neue Mason Motor Car Co. Dass auch die Nutzfahrzeuge in diesen Zahlen enthalten sind, ist nicht belegt, aber wegen ihrer großen Nähe zu den Personenwagen einigermaßen plausibel. Bei einer Jahresproduktion von zweihundert Fahrzeugen kann zu dieser Zeit von einem mittelgroßen Hersteller ausgegangen werden.
Eine andere Schätzung vermutet, dass insgesamt etwa 1500 Mason und Maytag-Mason gebaut worden sind.

## Mason und Maytag heute
Die Markengeschichte ist wegen der historischen Nähe zu Duesenberg gut erforscht. Es gibt auch einen Club, der sich mit den historischen Maytag-Erzeugnissen – Waschmaschinen, Generatoren, Geräten und Motoren – beschäftigt und das Maytag-Automobil natürlich ebenfalls einbezieht. Mason- und Maytag-Fahrzeuge sind jedoch sehr selten. Historisch bedeutsamer ist das Zweizylindermodell, wiederum wegen des Bezugs zu den Duesenbergs, der eigenständigen Motortechnik und der rennsportlichen Erfolge. Es sollen noch etwa 20 Fahrzeuge existieren, davon gehörte oder gehört eines der Everest (Kansas) Historical Society und eines dem Mason-Experten George Hess.

## Anmerkungen

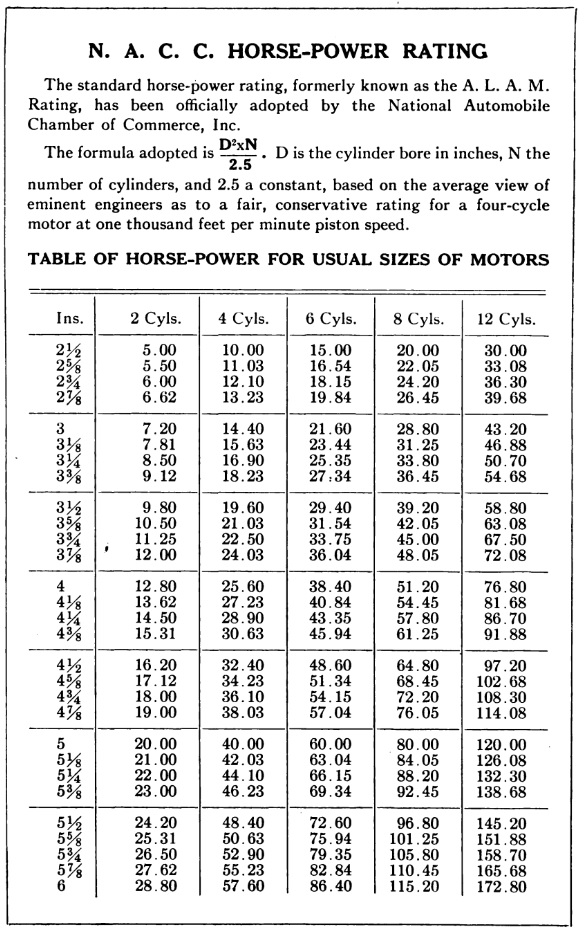
Die A.L.A.M.-Formel wurde 1912 in N.A.C.C.-Rating umbenannt. Die Berechnungsmethode wurde nicht verändert.